# Buddy Thunderstruck
Buddy Thunderstruck ist eine Stop-Motion-Animationsserie von Ryan Wiesbrock aus dem Jahr 2017, die bei American Greetings Entertainment und Stoopid Buddy Stoodios entstand.

## Inhalt
Buddy Thunderstruck ist kein gewöhnlicher Hund – er ist der schnellste Truck-Rennfahrer überhaupt. Im kleinen Städtchen Greasepit ist für Buddy und seinen Kumpel Darnell auch abseits der Rennstrecke immer was los.

## Produktion und Veröffentlichung
Die Idee zur Serie stammt von Ryan Wiesbrock, das Drehbuch schrieb Thomas Krajewski. Produziert wurden die 12 Folgen der Serie bei American Greetings Entertainment und Stoopid Buddy Stoodios unter der Regie von Harry Chaskin und Eric Towner. Die Musik komponierte Dave Padrutt und die künstlerische Leitung lag bei John Sumner.
Die Veröffentlichung erfolgt seit 10. März 2017 bei Netflix.

## Deutsche Synchronisation
Die deutsche Synchronfassung entstand bei der Berliner Synchron unter der Regie von Suzanne Vogdt.
| Rolle                    | englischer Sprecher  | deutscher Sprecher |
| ------------------------ | -------------------- | ------------------ |
| Buddy Thunderstruck      | Brian Allen          | Michael Pink       |
| Darnell Fetzervalve      | Ted Raimi            | Rainer Fritzsche   |
| Big Tex Arkana           | Harry Chaskin        | Klaus Lochthove    |
| Sheriff Cannonball Baker | Philip Maurice Hayes | Uwe Jellinek       |
| Belvedere Moneybags      |                      | Jeffrey Wipprecht  |
| Robby Burgles            |                      | Jan Kurbjuweit     |
| Nick                     | J.D. Ryznar          | Dirk Müller        |
| Mrs. Weaselbrat          |                      | Suzanne Vogdt      |
| Mr. Weaselbrat           | Justin Michael       | Steven Merting     |
| Jacko Valltrades         |                      | Andreas Müller     |
| Artichoke                | Nick Shakoour        | Martin Baden       |
| Deputy Hoisenberry       | Leigh Kelly          | Dirk Stollberg     |
| Tex Arkana, Jr.          |                      | Tino Kießling      |
| Muncie Thunderstruck     |                      | Anja Rybiczka      |
| Tantchen Onkel           |                      | Nina Herting       |